# Gair Burn
Der Gair Burn ist ein Wasserlauf in Cumbria, England.
Der Gair Burn entsteht aus dem Zusammenfluss von Gossling Sike, Horsehead Grain und Heather Sike. Er fließt in südlicher Richtung, bis er am Irthing Head mit dem Tarn Beck den River Irthing bildet. Der Gair Burn fließt auf der Grenze von Northumberland und Cumbria.